# Trassanel
Trassanel  est une commune française située dans le nord du département de l'Aude, en région Occitanie. Ses habitants sont appelés les Trassanelois.
Sur le plan historique et culturel, la commune fait partie de la Montagne Noire, un massif montagneux constituant le rebord méridional du Massif central. Exposée à un climat méditerranéen, elle est drainée par la Clamoux, le ruisseau de la Ceize et par divers autres petits cours d'eau. La commune possède un patrimoine naturel remarquable : un site Natura 2000 (les « gorges de la Clamoux ») et trois zones naturelles d'intérêt écologique, faunistique et floristique.
Trassanel est une commune rurale qui compte 26 habitants en 2022, après avoir connu un pic de population de 228 habitants en 1836. Elle fait partie de l'aire d'attraction de Carcassonne. Ses habitants sont appelés les Trassanelois ou  Trassaneloises.

## Géographie

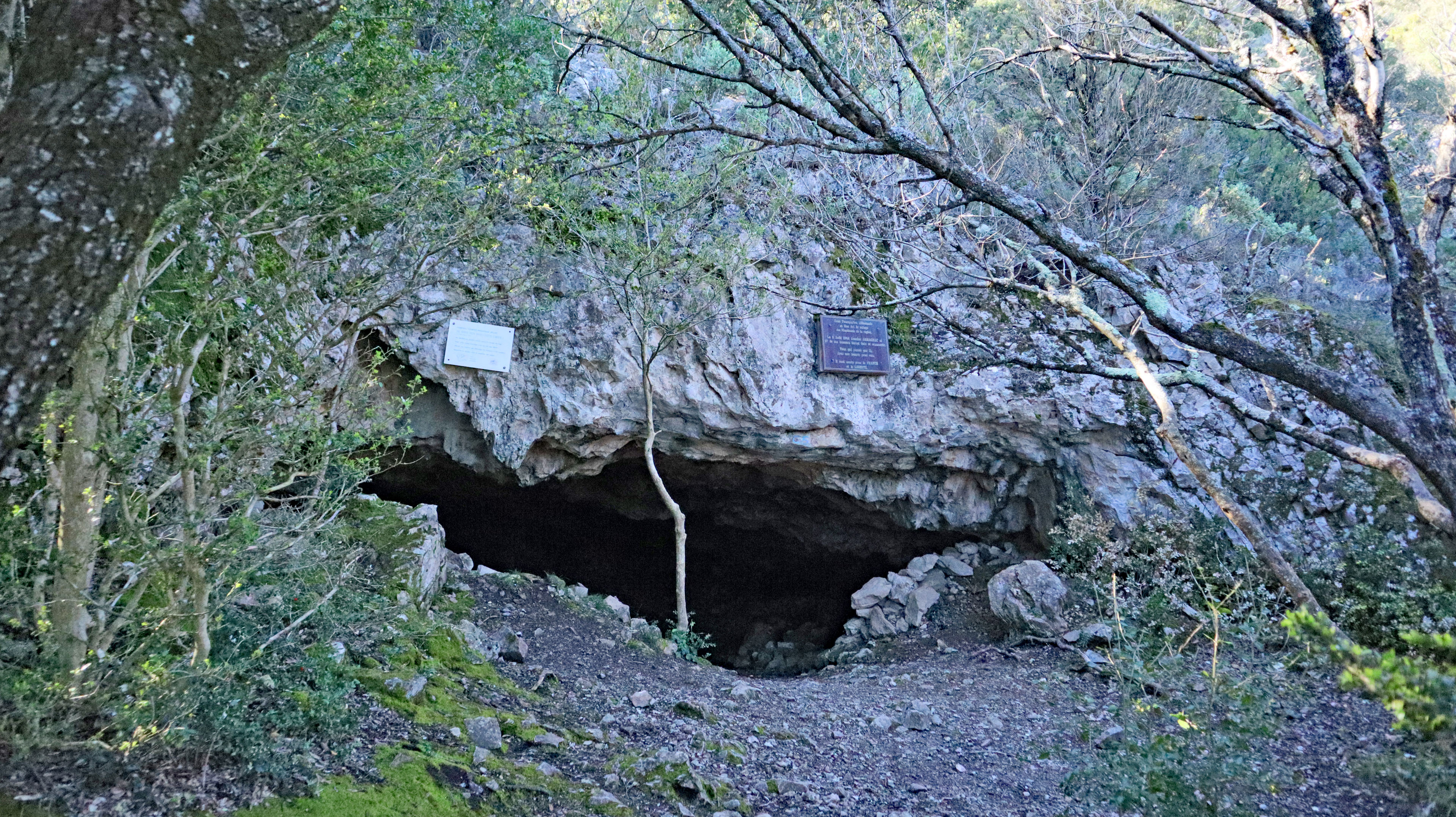
La grotte du maquis

Commune de l'aire urbaine de Carcassonne située dans la Montagne noire en Cabardès.

### Communes limitrophes
Les communes limitrophes sont  Cabrespine, Fournes-Cabardès, Limousis, Sallèles-Cabardès et Villeneuve-Minervois.
| Fournes-Cabardès  |           | Cabrespine           |
| Limousis          | Trassanel |                      |
| Sallèles-Cabardès |           | Villeneuve-Minervois |

### Hydrographie
La commune est dans la région hydrographique « Côtiers méditerranéens », au sein du bassin hydrographique Rhône-Méditerranée-Corse. Elle est drainée par la Clamoux, le ruisseau de la Ceize, le ruisseau de Garet, le ruisseau de la Lause et le ruisseau de Rémol, qui constituent un réseau hydrographique de 5 km de longueur totale,.
La Clamoux, d'une longueur totale de 32,3 km, prend sa source dans la commune de Castans et s'écoule vers le sud. Elle traverse la commune et se jette dans l'Orbiel à Villalier, après avoir traversé 10 communes.
Le ruisseau de la Ceize, d'une longueur totale de 11,8 km, prend sa source dans la commune de Fournes-Cabardès et s'écoule vers le sud. Il traverse la commune et se jette dans la Clamoux à Villegly, après avoir traversé 7 communes.

### Climat
Pour des articles plus généraux, voir Climat de l'Occitanie et Climat de l'Aude.
En 2010, le climat de la commune est de type climat méditerranéen altéré, selon une étude s'appuyant sur une série de données couvrant la période 1971-2000. En 2020, Météo-France publie une typologie des climats de la France métropolitaine dans laquelle la commune est exposée à un climat océanique altéré et est dans la région climatique Provence, Languedoc-Roussillon, caractérisée par une pluviométrie faible en été, un très bon ensoleillement (2 600 h/an), un été chaud (21,5 °C), un air très sec en été, sec en toutes saisons, des vents forts (fréquence de 40 à 50 % de vents > 5 m/s) et peu de brouillards.
Pour la période 1971-2000, la température annuelle moyenne est de 12,4 °C, avec une amplitude thermique annuelle de 15,5 °C. Le cumul annuel moyen de précipitations est de 1 093 mm, avec 11,1 jours de précipitations en janvier et 5,3 jours en juillet. Pour la période 1991-2020, la température moyenne annuelle observée sur la station météorologique la plus proche, située sur la commune de Caunes-Minervois à 8 km à vol d'oiseau, est de 13,9 °C et le cumul annuel moyen de précipitations est de 768,1 mm,. Pour l'avenir, les paramètres climatiques de la commune estimés pour 2050 selon différents scénarios d’émission de gaz à effet de serre sont consultables sur un site dédié publié par Météo-France en novembre 2022.

### Milieux naturels et biodiversité

#### Réseau Natura 2000

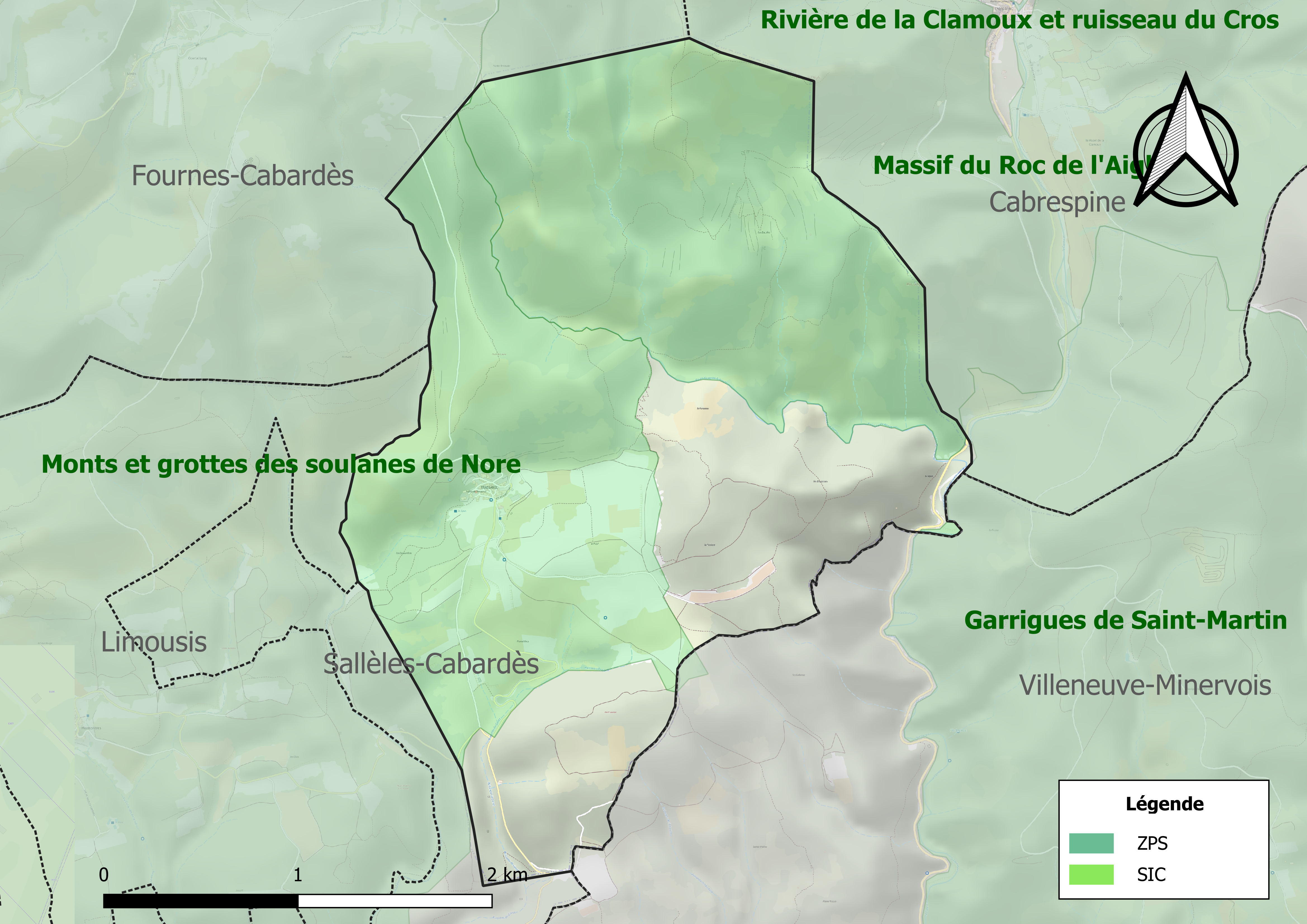
Site Natura 2000 sur le territoire communal.

Le réseau Natura 2000 est un réseau écologique européen de sites naturels d'intérêt écologique élaboré à partir des directives habitats et oiseaux, constitué de zones spéciales de conservation (ZSC) et de zones de protection spéciale (ZPS).
Un site Natura 2000 a été défini sur la commune au titre de la directive habitats : les « gorges de la Clamoux », d'une superficie de 861 ha, abritent, à différentes étapes de leur cycle biologique, neuf des onze espèces de chauves-souris d'intérêt communautaire recensées dans le domaine méditerranéen.

#### Zones naturelles d'intérêt écologique, faunistique et floristique
L’inventaire des zones naturelles d'intérêt écologique, faunistique et floristique (ZNIEFF) a pour objectif de réaliser une couverture des zones les plus intéressantes sur le plan écologique, essentiellement dans la perspective d’améliorer la connaissance du patrimoine naturel national et de fournir aux différents décideurs un outil d’aide à la prise en compte de l’environnement dans l’aménagement du territoire.
Deux ZNIEFF de type 1 sont recensées sur la commune :
le « massif du Roc de l'Aigle » (533 ha), couvrant 4 communes du département, et 
les « monts et grottes des soulanes de Nore » (2 177 ha), couvrant 6 communes du département
et une ZNIEFF de type 2, : 
les « crêtes et pièmonts de la Montagne Noire » (27 188 ha), couvrant 26 communes dont 24 dans l'Aude et 2 dans l'Hérault.

Carte des ZNIEFF de type 1 et 2 à Trassanel.
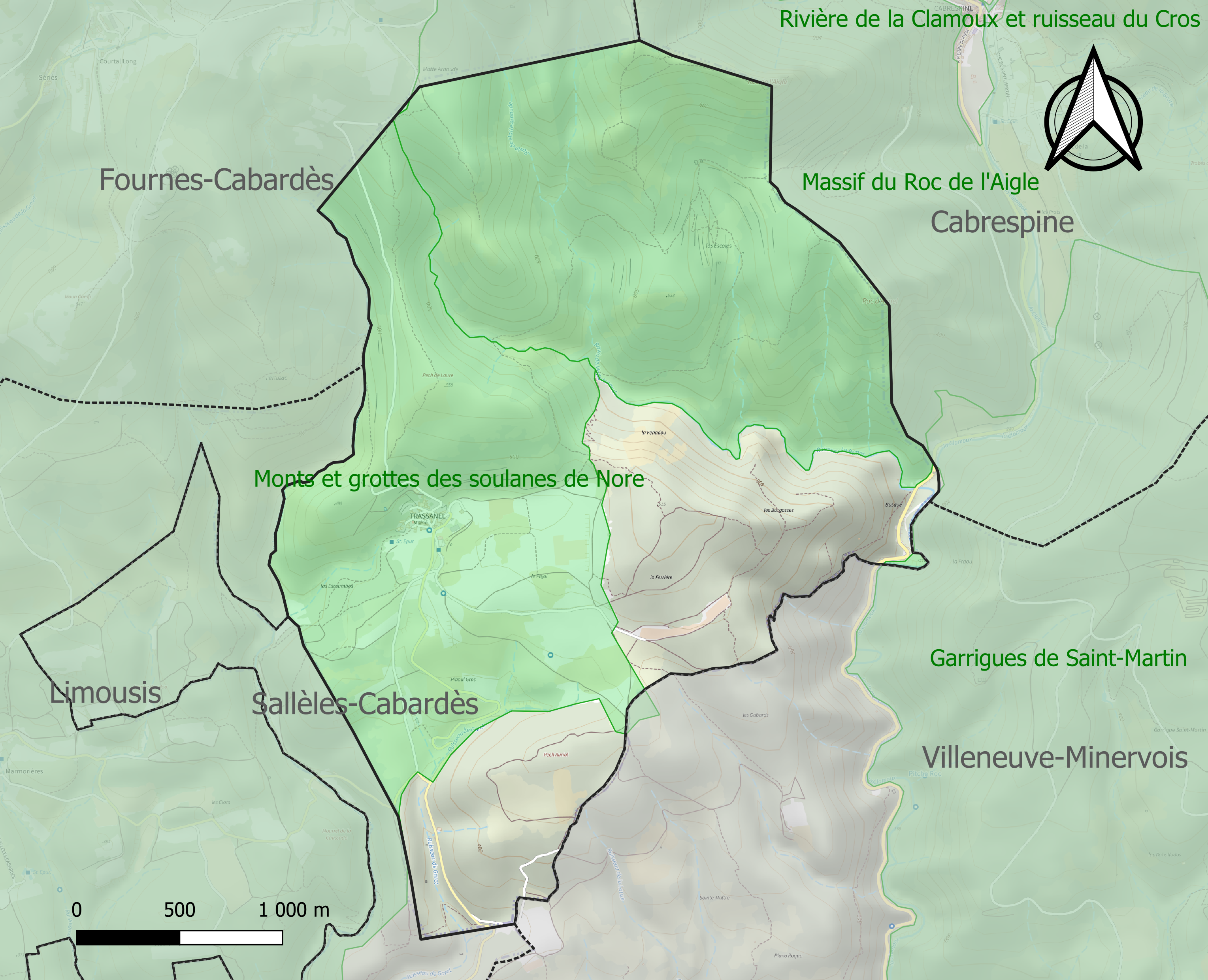
Carte des ZNIEFF de type 1 sur la commune.
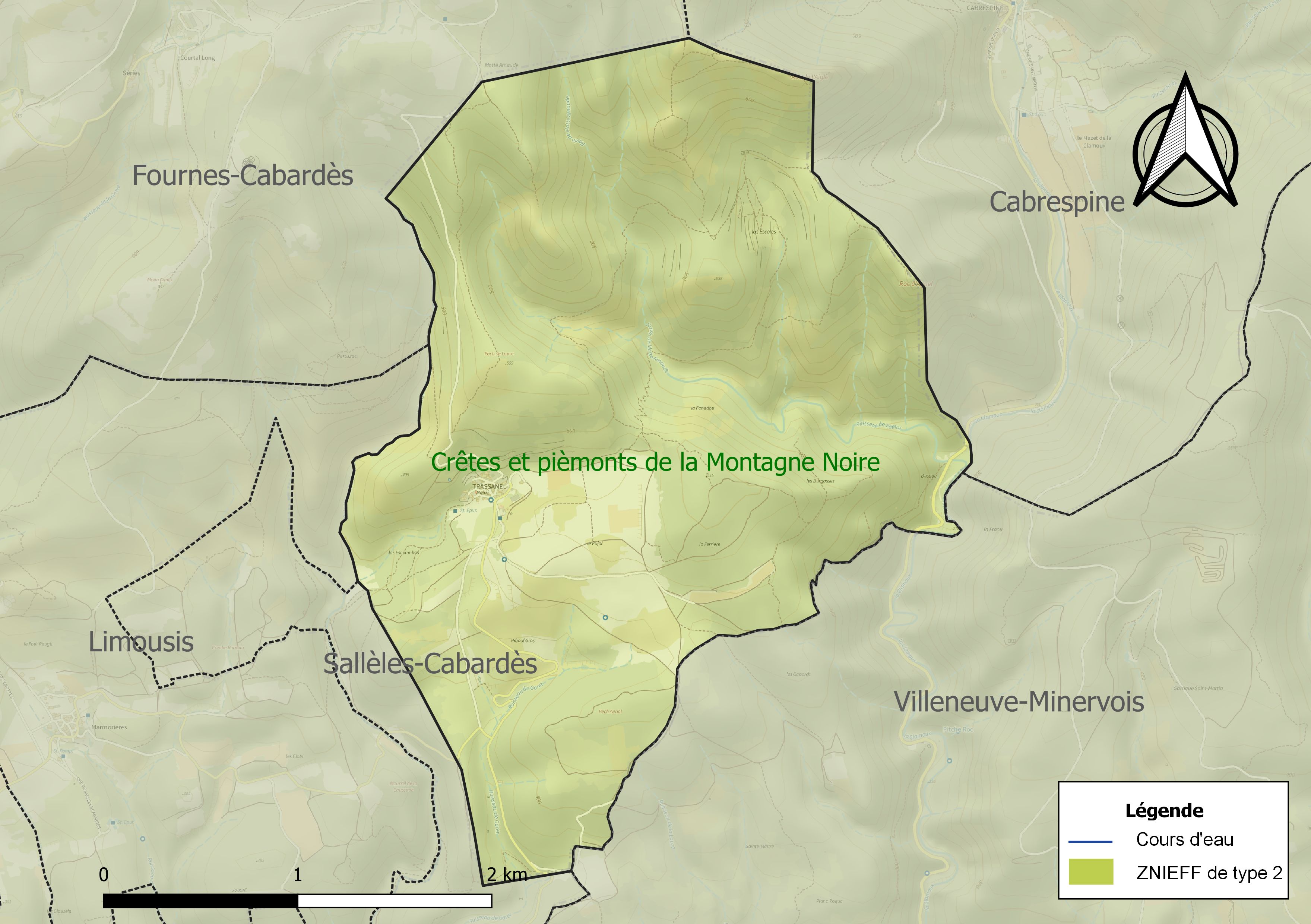
Carte de la ZNIEFF de type 2 sur la commune.

## Urbanisme

### Typologie
Au 1er janvier 2024, Trassanel est catégorisée commune rurale à habitat très dispersé, selon la nouvelle grille communale de densité à 7 niveaux définie par l'Insee en 2022.
Elle est située hors unité urbaine. Par ailleurs la commune fait partie de l'aire d'attraction de Carcassonne, dont elle est une commune de la couronne,. Cette aire, qui regroupe 115 communes, est catégorisée dans les aires de 50 000 à moins de 200 000 habitants,.

### Occupation des sols
L'occupation des sols de la commune, telle qu'elle ressort de la base de données européenne d’occupation biophysique des sols Corine Land Cover (CLC), est marquée par l'importance des forêts et milieux semi-naturels (83,3 % en 2018), en diminution par rapport à 1990 (87,4 %). La répartition détaillée en 2018 est la suivante : 
milieux à végétation arbustive et/ou herbacée (42,5 %), forêts (35,3 %), zones agricoles hétérogènes (16,3 %), espaces ouverts, sans ou avec peu de végétation (5,4 %), prairies (0,4 %). L'évolution de l’occupation des sols de la commune et de ses infrastructures peut être observée sur les différentes représentations cartographiques du territoire : la carte de Cassini (XVIIIe siècle), la carte d'état-major (1820-1866) et les cartes ou photos aériennes de l'IGN pour la période actuelle (1950 à aujourd'hui).

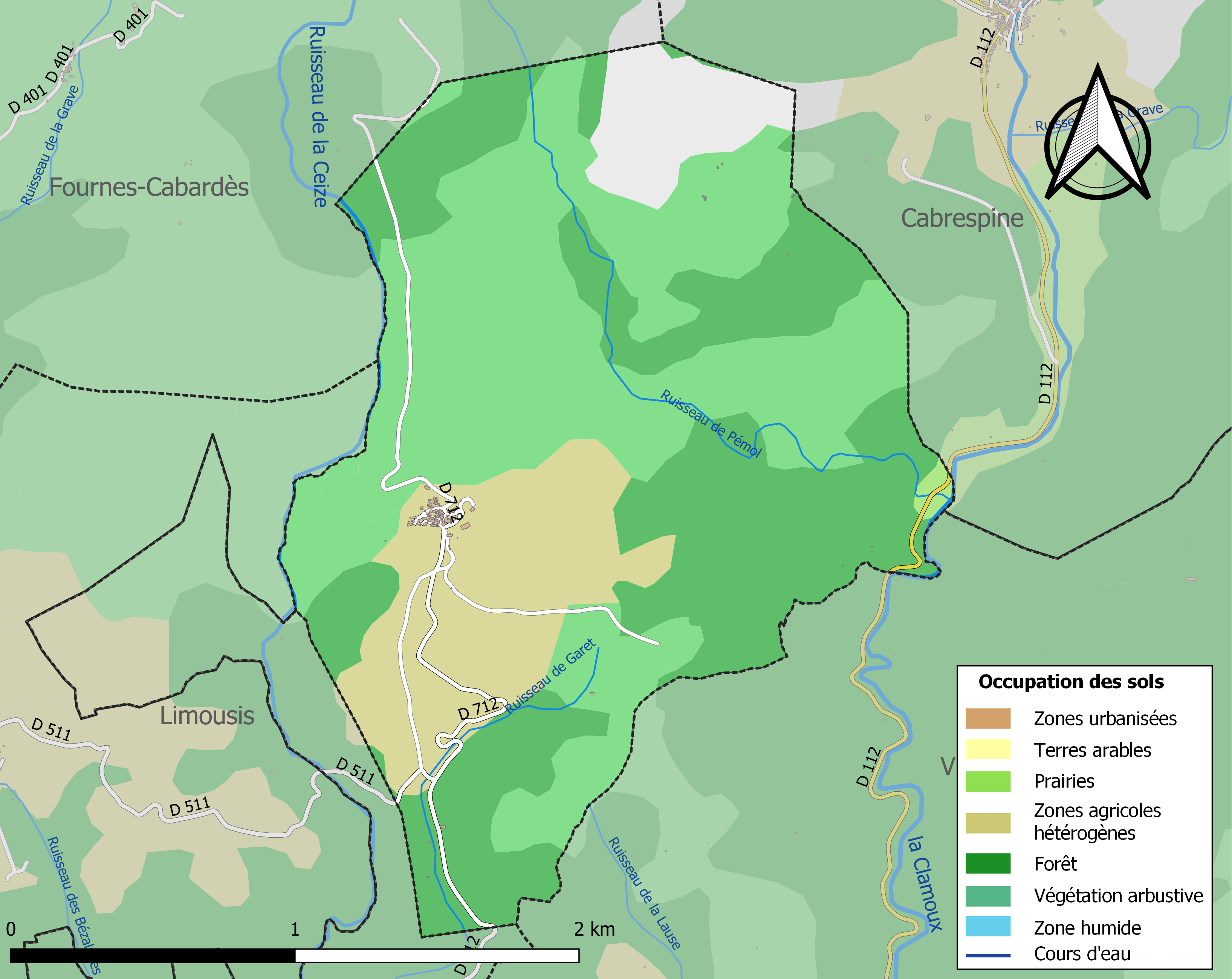
Carte des infrastructures et de l'occupation des sols de la commune en 2018 (CLC).

### Risques majeurs
Le territoire de la commune de Trassanel est vulnérable à différents aléas naturels : météorologiques (tempête, orage, neige, grand froid, canicule ou sécheresse), inondations, feux de forêts et séisme (sismicité très faible). Il est également exposé à un risque particulier : le risque de radon. Un site publié par le BRGM permet d'évaluer simplement et rapidement les risques d'un bien localisé soit par son adresse soit par le numéro de sa parcelle.

#### Risques naturels
Certaines parties du territoire communal sont susceptibles d’être affectées par le risque d’inondation par débordement de cours d'eau, notamment le ruisseau de Glandes. La commune a été reconnue en état de catastrophe naturelle au titre des dommages causés par les inondations et coulées de boue survenues en 1982, 1992, 1999, 2005, 2009 et 2018,.
Le retrait-gonflement des sols argileux est susceptible d'engendrer des dommages importants aux bâtiments en cas d’alternance de périodes de sécheresse et de pluie. 0,6 % de la superficie communale est en aléa moyen ou fort (75,2 % au niveau départemental et 48,5 % au niveau national). Sur les 29 bâtiments dénombrés sur la commune en 2019, 0 sont en aléa moyen ou fort, soit 0 %, à comparer aux 94 % au niveau départemental et 54 % au niveau national. Une cartographie de l'exposition du territoire national au retrait gonflement des sols argileux est disponible sur le site du BRGM,.

#### Risque particulier
Dans plusieurs parties du territoire national, le radon, accumulé dans certains logements ou autres locaux, peut constituer une source significative d’exposition de la population aux rayonnements ionisants. Certaines communes du département sont concernées par le risque radon à un niveau plus ou moins élevé. Selon la classification de 2018, la commune de Trassanel est classée en zone 2, à savoir zone à potentiel radon faible mais sur lesquelles des facteurs géologiques particuliers peuvent faciliter le transfert du radon vers les bâtiments.

## Histoire
L'Aude, du fait de sa situation géographique, n'a pas été un grand foyer de résistance. Mais elle a tout de même compté des maquisards et des réseaux souterrains, notamment le Corps-franc de la Montagne noire, réunissant divers groupes des départements voisins. Parmi ceux-là, le maquis de Trassanel, rebaptisé maquis Armagnac en l'honneur de son chef Antoine Armagnac, ancien ouvrier à Salsigne. Au début du mois d'août 1944, le groupe est attaqué par l'aviation ennemie. Il reçoit l'ordre de se replier sur la grotte de Trassanel, poursuivi par des patrouilles allemandes, mais s'arrête le dimanche 6 août dans le ruisseau de La Grave. Une arrière-garde est laissée là-bas pour faire disparaître les traces de leur passage, pendant que le gros des troupes repart. Mais lorsque les Allemands débarquent par surprise au Picarot, ils prennent l'arrière-garde sans même avoir besoin de combattre. Les prisonniers sont torturés, et sept exécutés d'une balle dans la nuque. C'est à cet endroit que se trouve la Pierre plantée, élevée peu après par les Résistants et qui porte le nom des disparus. Pendant ce temps, le reste des maquisards a atteint la grotte de Trassanel, à l'aube du 8 août. Alertés par une patrouille de la présence allemande, ils décident de s'évader en passant par un ravin, pour traverser la montagne. Alors qu'ils viennent de s'y engager, l'ennemi les rattrape, et les mitraille, faisant une quinzaine de morts, dont Antoine Armagnac. Une trentaine d'autres sont faits prisonniers, et conduits jusqu'au village de Trassanel, dont le maire Edmond Agnel vient d'être pendu, ayant refusé de collaborer avec les occupants. Là, un peu à l'écart, on donne l'ordre de les fusiller : quelques-uns parviendront à s'échapper, mais dix-neuf tomberont là.
Au total, le maquis de Trassanel a perdu 41 hommes ce jour-là : une stèle se trouve près du lieu de l'exécution à Trassanel, ainsi que la tombe du maire Edmond Agnel, et une autre sur la commune de La Grave. Pour M. Fricou, président du Comité d'entente, qui représente 41 associations d'anciens combattants et de patriotes : « Ce sont de hauts lieux de la Résistance dans notre département, et sans doute là où il y eut le plus de morts en si peu de temps. »

## Politique et administration

### Liste des maires
| Période                                  | Période  | Identité          | Étiquette | Qualité                                                                           |
| ---------------------------------------- | -------- | ----------------- | --------- | --------------------------------------------------------------------------------- |
| mars 2001                                | 2008     | Jacqueline Bonnel |           |                                                                                   |
| mars 2008                                | en cours | Christiane Gros   | DVG       | Retraitée cadre de la Préfecture de l'Aude, conseillère départementale suppléante |
| Les données manquantes sont à compléter. |          |                   |           |                                                                                   |

## Démographie
| 1793 | 1800 | 1806 | 1821 | 1831 | 1836 | 1841 | 1846 | 1851 |
| ---- | ---- | ---- | ---- | ---- | ---- | ---- | ---- | ---- |
| 179  | 162  | 157  | 156  | 168  | 228  | 139  | 125  | 120  |

| 1856 | 1861 | 1866 | 1872 | 1876 | 1881 | 1886 | 1891 | 1896 |
| ---- | ---- | ---- | ---- | ---- | ---- | ---- | ---- | ---- |
| 121  | 124  | 121  | 113  | 119  | 110  | 112  | 96   | 93   |

| 1901 | 1906 | 1911 | 1921 | 1926 | 1931 | 1936 | 1946 | 1954 |
| ---- | ---- | ---- | ---- | ---- | ---- | ---- | ---- | ---- |
| 89   | 92   | 78   | 61   | 48   | 46   | 46   | 39   | 39   |

| 1962 | 1968 | 1975 | 1982 | 1990 | 1999 | 2005 | 2006 | 2010 |
| ---- | ---- | ---- | ---- | ---- | ---- | ---- | ---- | ---- |
| 40   | 41   | 41   | 31   | 21   | 20   | 22   | 24   | 32   |

| 2015 | 2020 | 2022 | - | - | - | - | - | - |
| ---- | ---- | ---- | - | - | - | - | - | - |
| 32   | 28   | 26   | - | - | - | - | - | - |

### Élections
Le corps électoral de Trassanel penche à gauche.
Les candidats du parti socialiste y font généralement le plein des voix au premier tour de chaque élection présidentielle (94,44 % pour Lionel Jospin en 2002 ; 85 % pour Ségolène Royal en 2007 ; 50% pour François Hollande en 2012; Benoit Hamon, suivant la tendance nationale, n'y recueille toutefois que 11,54 % en 2017, offrant l'avantage au candidat centriste Emmanuel Macron). Trassanel est la seule commune de France à avoir donné 100 % de ses voix à la candidate socialiste au second tour de l'élection présidentielle 2007.
L’extrême gauche ou la gauche radicale y fait parfois des scores supérieurs à ceux de la droite (aucun parti de droite ne recueille d'ailleurs de voix au premier tour des législatives de 2007 et de 2012).
Le Front national y fait des scores particulièrement bas, ne recueillant aucune voix au premier tour des élections présidentielles de 2002 et de 2007. Alors que Marine Le Pen obtient 3.57 % des suffrages en 2012, elle ne reçoit aucun suffrage au premier tour de l'élection de 2017 - et pas plus au second tour. La commune n'a pas non plus apporté de voix aux candidats FN aux deux tours des élections législatives de 2007 et de 2017.

## Économie

### Emploi
| Division       | 2008   | 2013   | 2018   |
| -------------- | ------ | ------ | ------ |
| Commune        | 4 %    | 0 %    | 18,7 % |
| Département    | 10,2 % | 12,8 % | 12,6 % |
| France entière | 8,3 %  | 10 %   | 10 %   |

En 2018, la population âgée de 15 à 64 ans s'élève à 18 personnes, parmi lesquelles on compte 68,7 % d'actifs (50 % ayant un emploi et 18,7 % de chômeurs) et 31,2 % d'inactifs,. En  2018, le taux de chômage communal (au sens du recensement) des 15-64 ans est supérieur à celui du département et de la France, alors qu'en 2008 la situation était inverse.
La commune fait partie de la couronne de l'aire d'attraction de Carcassonne, du fait qu'au moins 15 % des actifs travaillent dans le pôle,. Elle ne compte aucun emploi en 2018, contre 1 en 2013 et 3 en 2008. Le nombre d'actifs ayant un emploi résidant dans la commune est de 9, soit un taux d'activité parmi les 15 ans ou plus de 47,8 %.
Sur ces 9 actifs de 15 ans ou plus ayant un emploi, aucun ne travaille dans la commune. Pour se rendre au travail, la totalité des habitants utilise un véhicule personnel ou de fonction à quatre roues.

### Activités hors agriculture
Deux établissements seulement relevant d’une activité hors champ de l’agriculture sont implantés  à Trassanel au 31 décembre 2019.

### Agriculture
|               | 1988 | 2000 | 2010 | 2020 |
| ------------- | ---- | ---- | ---- | ---- |
| Exploitations | 7    | 2    | 2    | 4    |
| SAU (ha)      | 99   | 299  | 282  | 96   |

La commune est dans la « Région viticole » de l'Aude, une petite région agricole occupant une grande partie centrale du département, également dénommée localement « Corbeilles Minervois et Carcasses-Limouxin ». En 2020, l'orientation technico-économique de l'agriculture  sur la commune est la culture de fruits ou d'autres cultures permanentes. Quatre exploitations agricoles ayant leur siège dans la commune sont dénombrées lors du recensement agricole de 2020 (sept en 1988). La superficie agricole utilisée est de 96 ha,,.

## Culture locale et patrimoine

### Lieux et monuments
- Le plus ancien monument de la commune est le dolmen néolithique dit Dolmen de la Croux de la Peyro.
- Monument en l'honneur du maquis de Trassanel.
- Église Saint-Saturnin de Trassanel.

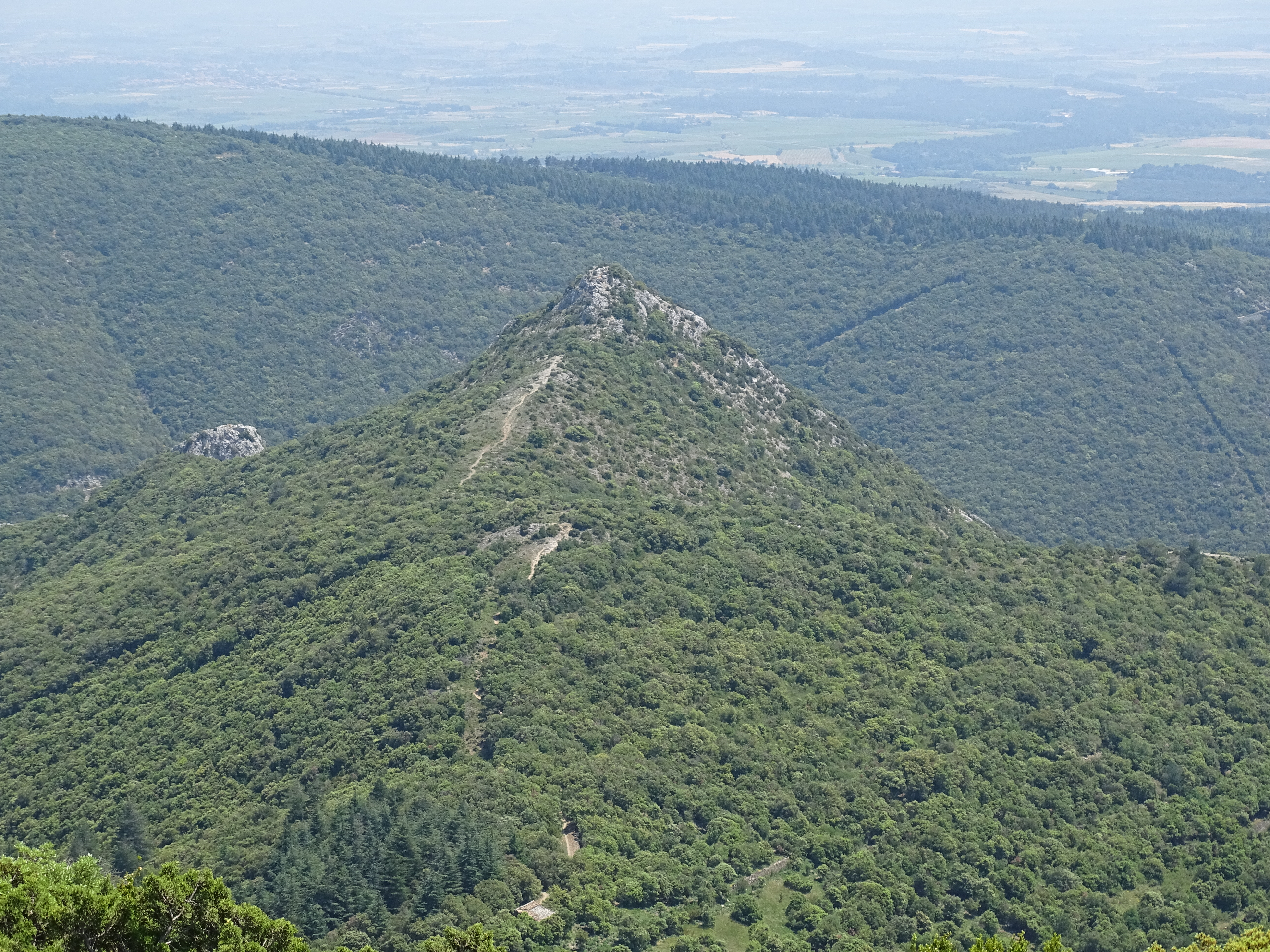
Point culminant.
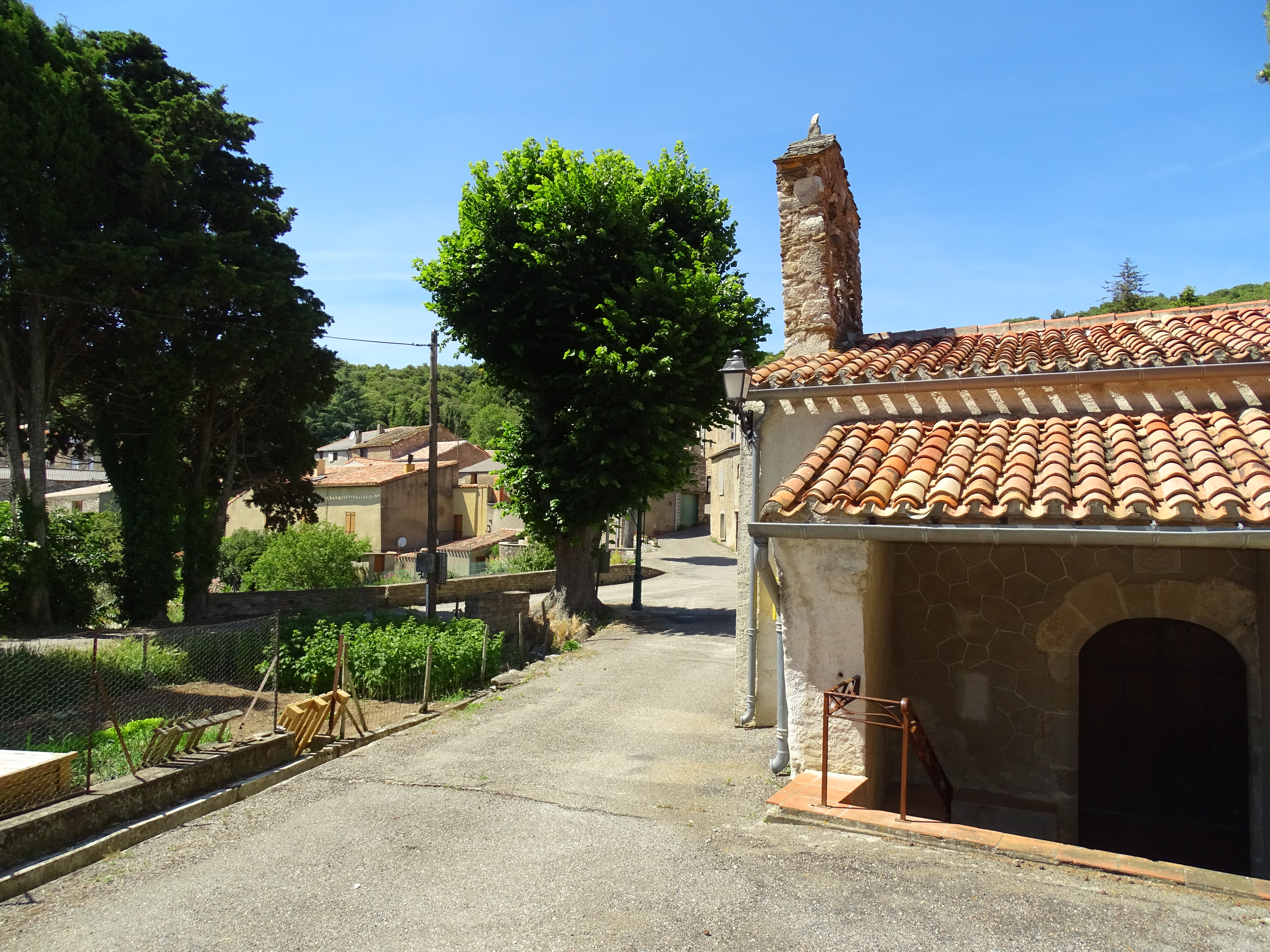
L'église.
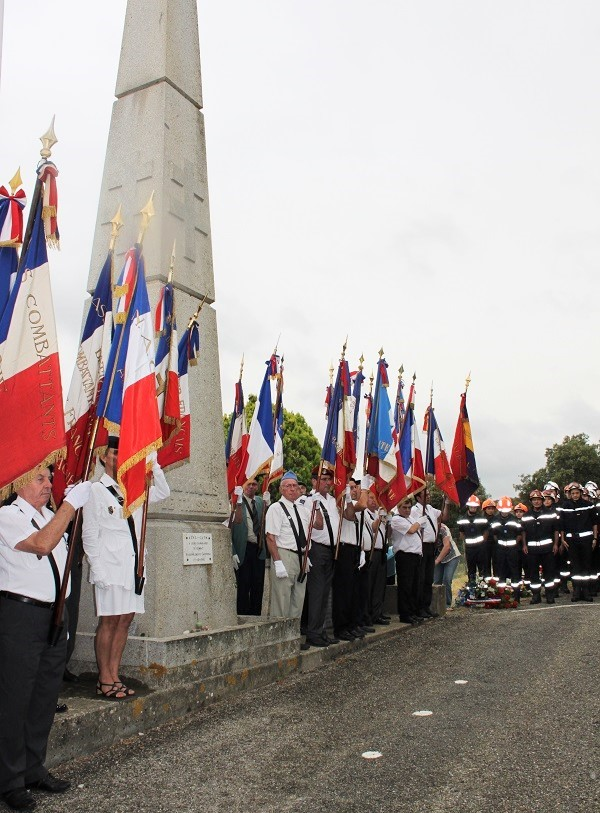
Monument aux morts.
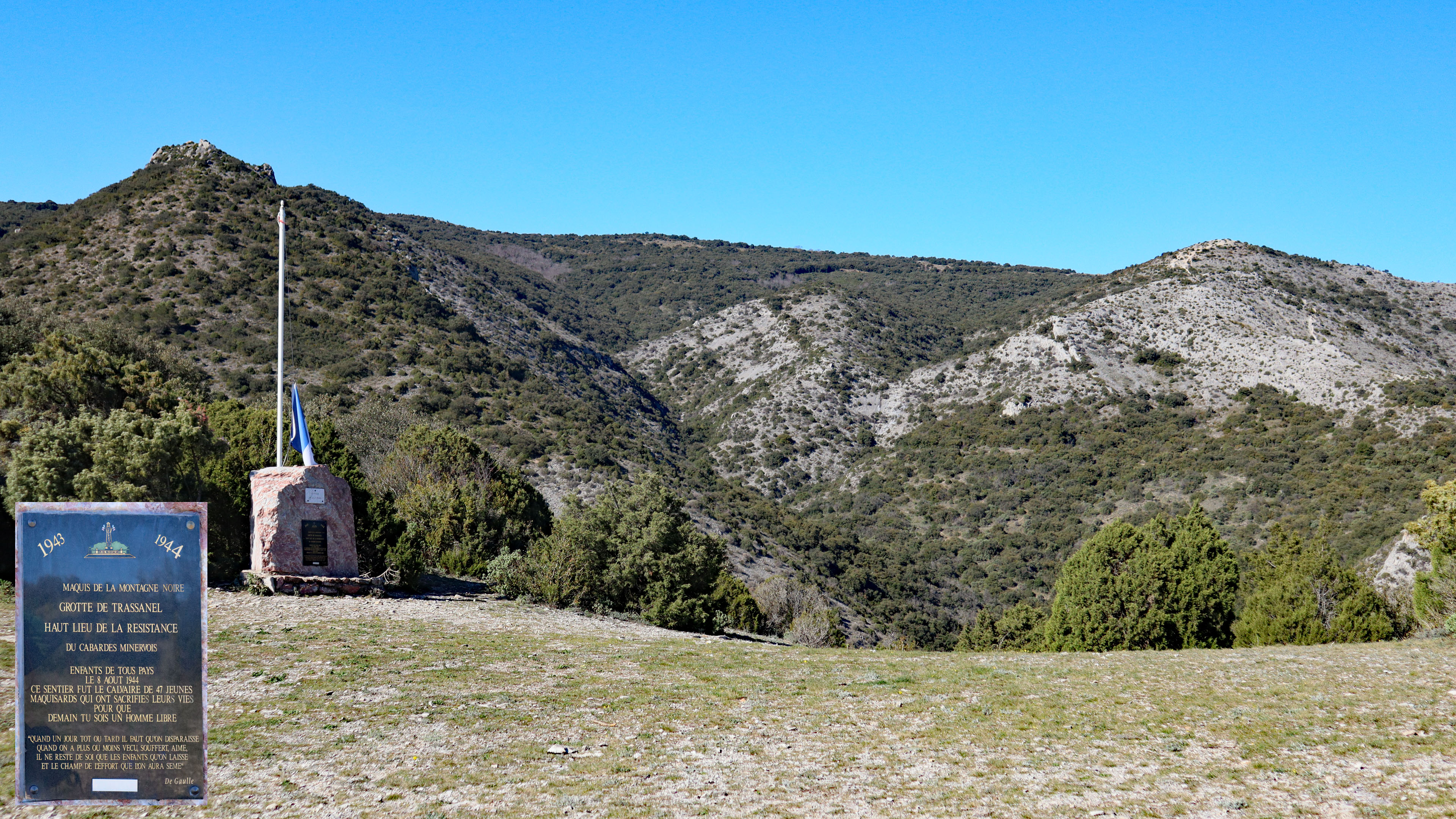
Stèle du Maquis.

### Personnalités liées à la commune
- Irma Escourrou, par ses témoignages sur la grotte et ses maquisards.

### Héraldique
| Blason de Trassanel | Blason  | Palé d'azur et d'argent de quatre pièces.        |
| Blason de Trassanel | Détails | Le statut officiel du blason reste à déterminer. |